# Paralastor picteti
Paralastor picteti är en stekelart som först beskrevs av Henri Saussure 1853.  Paralastor picteti ingår i släktet Paralastor och familjen Eumenidae. Inga underarter finns listade i Catalogue of Life.